# Caryospora duszynskii
Caryospora duszynskii – gatunek pasożytniczych pierwotniaków należący do rodziny Eimeriidae z podtypu Apicomplexa, które kiedyś były klasyfikowane jako protista. Występuje jako pasożyt węży. C. duszynskii cechuje się tym iż oocysta zawiera 1 sporocystę. Z kolei każda sporocysta zawiera 8 sporozoitów.
Obecność tego pasożyta stwierdzono u węża zbożowego (Pantherophis guttatus), węża smugowego (Elaphe obsoleta),  Pantherophis emoryi, Lampropeltis calligaster calligaster, Lampropeltis holbrooki, Lampropeltis triangulum syspila, Masticophis flagellum flagellum należących do rodziny połozowatych (Colubridae).
Występuje na terenie Ameryki Północnej.

## Sporulowana oocysta
Jest kształtu sferoidalnego lub jajowatego, posiada 2 ściany o łącznej grubości 1,5 μm. Ściany są w kolorze żółto-pomarańczowym. Oocysta posiada następujące rozmiary: długość 23 – 28,5 μm, szerokość 22 – 28 μm. Brak mikropyli oraz wieczka biegunowego. Występuje 1 lub 2 ciałka biegunowe.

## Sporulowana sporocysta i sporozoity
Sporocysty kształtu owoidalnego o długości 17 – 21,5 μm, szerokości 13,5 – 16,5 μm. Występuje ciałko Stieda oraz substieda body (SBB). Brak parastieda body (PSB).